# Faro Airport (flygplats i Kanada)
Faro Airport är en flygplats i Kanada. Den ligger i den västra delen av landet, 4 000 km väster om huvudstaden Ottawa. Faro Airport ligger 716 meter över havet.
Terrängen runt Faro Airport är huvudsakligen kuperad, men den allra närmaste omgivningen är platt.Trakten runt Faro Airport är nära nog obefolkad, med mindre än två invånare per kvadratkilometer..